# Arturo Muñoz
Arturo Muñoz Gutiérrez (ur. 31 grudnia 1984 w mieście Meksyk) – meksykański piłkarz występujący na pozycji lewego pomocnika.

## Kariera klubowa
Muñoz pochodzi ze stołecznego miasta Meksyk i jest wychowankiem tamtejszej drużyny Atlante FC. Do seniorskiego zespołu został włączony po kilku latach gry w rezerwach przez szkoleniowca José Guadalupe Cruza i w meksykańskiej Primera División zadebiutował 10 lutego 2007 w wygranym 2:0 meczu z Monterrey. W 2007 roku jego drużyna przeniosła się do Cancún i już podczas pierwszego sezonu w nowym mieście, Apertura 2007, zdobyła tytuł mistrza Meksyku. Muñoz miał jednak niewielki wkład w ten sukces, rozgrywając zaledwie osiem spotkań. Pierwszą bramkę w najwyższej klasie rozgrywkowej zdobył 5 października 2008 w wygranej 2:0 konfrontacji z Pueblą. W sezonie 2008/2009 w roli podstawowego piłkarza triumfował z Atlante w rozgrywkach Ligi Mistrzów CONCACAF, pokonując w dwumeczu finałowym Cruz Azul. Dzięki temu mógł wziąć udział w Klubowych Mistrzostwach Świata, gdzie jego ekipa zajęła czwarte miejsce, a on sam nie pojawił się na emirackich boiskach ani razu.
| Sezon     | Klub       | Kraj   | Rozgrywki        | Mecze | Bramki |
| --------- | ---------- | ------ | ---------------- | ----- | ------ |
| 2006/2007 | Atlante FC | Meksyk | Primera División | 14    | 0      |
| 2007/2008 | Atlante FC | Meksyk | Primera División | 24    | 0      |
| 2008/2009 | Atlante FC | Meksyk | Primera División | 33    | 2      |
| 2009/2010 | Atlante FC | Meksyk | Primera División | 25    | 2      |
| 2010/2011 | Atlante FC | Meksyk | Primera División | 26    | 0      |
| 2011/2012 | Atlante FC | Meksyk | Primera División | 20    | 0      |
| 2012/2013 | Atlante FC | Meksyk | Primera División |       |        |